# Voo National Airlines 2511
O voo National Airlines 2511 foi um voo doméstico da cidade de Nova Iorque para Miami. O avião era um Douglas DC-6 que explodiu de uma bomba quando estava voando no ar, todos morreram na explosão. Muitas pessoas pensam que isso foi um ataque suicida.